# Сигида, Надежда Константиновна
Наде́жда Константи́новна Малаксиа́но (в замужестве Сиги́да; 1862, Таганрог — 8 ноября 1889, Карийская каторга, Нерчинский горный округ, Восточная Сибирь) — российская революционерка-народница, член партии «Народная воля».

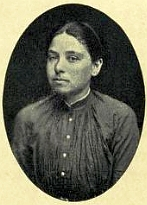
Надежда Малаксиано

## Биография
Надежда Константиновна Малаксиано родилась в 1862 году в Таганроге (тогда ещё Екатеринославской губернии). Происходила она из известного в Таганроге купеческого рода Малаксиано — многочисленного семейства успешных греческих купцов, фамилия которых в летописи города Таганрога встречается с конца 1700-х годов. 
В 1880 году Надежда Константиновна Малаксиано окончила таганрогскую Мариинскую женскую гимназию. Одновременно с ней в гимназии училась Мария Павловна Чехова, сестра А. П. Чехова, будущая художница и педагог.
По окончании курса гимназии Надежда Малаксиано вместе со своей подругой Ариадной Блонской открыла частную начальную школу, в которой стала преподавать, и где со временем тайком стали собираться члены кружка народовольцев. Была членом партии «Народная воля», членом центральной группы таганрогской народовольческой организации и одной из организаторов подпольной типографии в Таганроге в 1885 году. Являлась хозяйкой конспиративной квартиры, в которой размещалась народовольческая типография. Здесь печатались сборники стихов «Отголоски революции», № 11 — 12 «Народной воли» и другая революционная литература. Также в типографии хранились динамитные снаряды, изготовленные Л. Ф. Ясевичем и предназначенные для покушения на министра внутренних дел Д. А. Толстого. Впоследствии обнаружение снарядов в доме Надежды Константиновны послужило причиной рассмотрения дела о таганрогской народовольческой типографии военным судом.

Работа типографии осуществлялась с соблюдением всех мер конспирации. В частности, в целях конспирации в августе 1885 года Надежда Константиновна Малаксиано заключила фиктивный брак с народовольцем, письмоводителем окружного суда, знакомым с типографским делом, Акимом Степановичем Сигидой (1864 — 1888). Вместе с «супругами» в типографии также работали У. Н. Фёдорова и Е. М. Тринидадская. Первая жила - в квартире типографии под видом кухарки, вторая — под видом квартирантки.
Однако после массовых арестов (и допросов) народовольцев в Ростове-на-Дону вскрылось, что типографские принадлежности, оставшиеся от ростовской народовольческой типографии, были переданы таганрогской конспиративной типографии, которая расположена по адресу: переулок Полтавский, 62 (ныне переулок Антона Глушко, 66).
В ночь с 22 на 23 января 1886 года подпольная типография была раскрыта. Надежда Константиновна была арестована непосредственно в квартире типографии. При обыске помещения полицией были обнаружены 1000 экземпляров первого листа № 11 — 12 «Народной воли», 1000 экземпляров сборника «Отголоски революции» и 250 экземпляров других революционных изданий. Её муж, А. С. Сигида, был арестован в казарме, поскольку в начале декабря 1885 года был призван в армию.
9 декабря 1887 года Надежда Константиновна вместе с другими работниками таганрогской народовольческой типографии была осуждена и приговорена военным судом к 8 годам каторги.
На Карийской каторге 31 августа 1889 года, пытаясь облегчить участь женщин-политзаключенных и оградить их от жестокости и произвола со стороны коменданта каторги В. Масюкова, Надежда Константиновна дала ему пощёчину. Согласно традициям того времени, офицеру, публично получившему пощёчину от женщины, полагалось подавать в отставку. Однако ничего подобного не последовало. За свой поступок Надежда Малаксиано (Сигида) была подвергнута жестокому телесному наказанию — ста ударам розгами. Решение о порке принималось на самом высоком уровне. В комментариях П. А. Зайончковского ко 2-му тому дневников А.А. Половцова читаем:
"Как рассказывает в своем дневнике [Главноуправляющий по делам печати] Е. М. Феоктистов, со слов министра внутренних дел И. Н. Дурново, распоряжение о наказании розгами Н. К. Сигиды исходило от самого Александра III. Более того, по словам Дурново, он после этого послал царю второй доклад, в котором указывал, «что преступница получила некоторое образование и что, вероятно, продолжительное заточение подействовало на ее нервную систему», и предлагал уменьшить ей наказание, сведя его до минимума. На это последовала такая резолюция: «Дать ей сто розог».
После экзекуции, протестуя против жестокого обращения с политзаключёнными, Надежда Константиновна покончила с собой, приняв яд (большую дозу опия). Когда эта весть дошла до Фридриха Энгельса, он заявил: «Подвиг этой удивительной русской молодой женщины, я уверен, никогда не забудется. Трагедия на Каре достойна открыть историю жизнеописания святых героев и мучеников за революцию».
Карийская трагедия привела к массовому самоубийству солидарных с Надеждой Константиновной политкаторжан: 23 человека попытались совершить самоубийство, протестуя против применения к политическим заключенным силы и телесных наказаний. Инициатором отравлений каторжан в мужской тюрьме политзаключённых выступил польский революционер Ф. Я. Кон (будущий Первый секретарь ЦК КПУ(б), 1921), который также пытался отравиться, но выжил. В ходе следствия было установлено, что каторжане принимали в качестве яда медицинские препараты опия, но вследствие истекшего срока годности — препараты были произведены в 1882 году — выжили. Некоторые принимали опиаты повторно, но также без ожидаемого результата. В результате Карийской трагедии шестеро человек умерло, включая Надежду Малаксиано (8 ноября), Марию Калюжную, Надежду Смирницкую, Марию Ковалевскую (умерших 10 ноября), а также Ивана Калюжного и Сергея Бобохова (умерших 16 ноября).
Эти события имели широкий резонанс. О Карийской трагедии стало известно не только всей стране, но и всему миру.
Отчеты о событиях 1889 года были опубликованы в крупнейших российских и европейских газетах, в том числе были опубликованы 2 статьи в британской газете The Times.
Под влиянием общественности правительство было вынуждено впредь запретить применение телесных наказаний в отношении женщин-заключенных и знати, что было закреплено законом от 28 марта 1893 года. 
После Карийской трагедии политическая тюрьма Карийской каторги была ликвидирована, политические заключённые были переведены в другие тюрьмы. С 1890 года на Карийских золотых приисках остались работать уголовники и вольнонаёмные. Спустя восемь лет Карийскую каторгу закрыли.
В 1930 году художник Николай Алексеевич Касаткин написал картину «Сигида (Карийская трагедия)», посвящённую этим событиям. Картину про героизм и красоту самопожертвования. Борис Акунин о картине: «Девушку (это Надежда Сигида, которая заранее объявила, что для неё порка равнозначна смертному приговору) охранники ведут на экзекуцию. Она идёт без сопротивления, даже руки не связаны. Похожа на гоголевскую Панночку. Мороз по коже… Было что-то подозрительное, интимно-доверительное в отношении пролетарского художника к смерти». Умер Касаткин внезапно. Произошло это в тот момент, когда художник показывал публике свою последнюю работу – «Сигида (Карийская трагедия)». Вот почему так страшно смотреть на лик девушки с картины. Это художник написал лик собственной смерти.

## Личная жизнь
В 1888 году в Московской пересыльной тюрьме 25-летняя Надежда познакомилась с молодым украинским поэтом, участником революционного движения Павлом Грабовским, также осуждённым за революционную деятельность. Они подружились и полюбили друг друга. Однако скоро им было суждено расстаться на всю жизнь — их направили в разные тюрьмы: Надежду Константиновну — в женскую тюрьму на Кару в Нерчинский горный округ, а Грабовского — в Балаганский округ (Иркутская губерния). Любовью к Надежде Константиновне Малаксиано (Сигиде) проникнуты многие лирические стихи Павла Арсеньевича Грабовского, поэт посвятил ей свой первый поэтический сборник «Подснежник».
Смерть Надежды в Карийской трагедии была большим ударом для Грабовского. Надежде Константиновне Малаксиано (Сигиде) поэт посвятил 18 поэзий. В одной из них — «До Н. К. С.» — Грабовский писал:

Такої певної, святої,

Такої рідної, як ти,

Такої щирої, простої, —

Вже більше, мабуть, не знайти.
Грабовский называл её своей «звездой ясной», своей музой, сестрою. Умирая, он завещал положить в гроб прядь волос Надежды Малаксиано (Сигиды), которые она подарила ему, расставаясь.